# انجمن شرکت‌های اینترنتی ایران
انجمن شرکت‌های اینترنتی ایران انجمنی است که اعضای آن ارائه‌کنندگان خدمات اینترنتی در ایران هستند.
در سال ۱۳۸۹ اعلام شد که این فعالیت این انجمن متوقف شده چرا که بیشتر اعضای آن شرایط مناسبی ندارند و برخی ورشکست شده‌اند.
این انجمن مالک دامنه isp.ir بود که متاسفانه در حال حاضر دامنه برای فروش گذاشته شده است و دولت نتوانسته توسط رگلاتوری از آن استفاده کند.